# MKS Myszków
MKS Myszków – polski klub piłkarski, założony 17 stycznia 1947 r., mający siedzibę w Myszkowie. Wcześniej znany pod nazwami: Jedność Myszków, Stal Myszków, Papiernik Myszków, Krisbut Myszków, MŻKS Myszków i KS Myszków.

## Sukcesy
- 8 sezonów w II lidze (1994-2002)

- 1/8 finału Pucharu Polski 1999/2000

## Stadion
MKS Myszków rozgrywa mecze na Stadionie Sportowym Miejskiego Ośrodka Sportu i Rekreacji. Myszków ul. Pułaskiego 13b.
Dane techniczne obiektu:

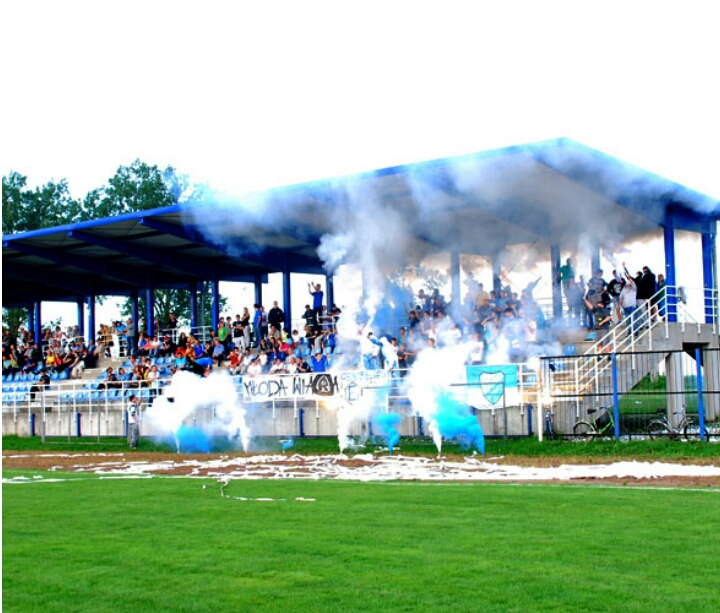
Stadion MKS-U Myszków

- pojemność : 780 miejsc (480 siedzących)
- oświetlenie : Brak
- wymiary boiska: 103 m x 68 m

## Historia

### Powstanie Klubu
Jesienią 1946 osiemnastu młodych ludzi spotkało się i postanowiło założyć klub sportowy, w wyniku czego rozpoczęto prace, opracowano statut i skompletowano dokumenty potrzebne do rejestracji klubu. 17 stycznia 1947 roku przesłane dokumenty wpłynęły do Starostwa Powiatowego w Zawierciu i został zarejestrowany Związkowy Papierniczy Klub Sportowy ,,ŚWIERK" przy fabryce papieru w Myszkowie. Barwami klubu zostały: biały kostium z zielonymi wypustkami i symbolem świerka z napisem PKS (Papierniczy Klub Sportowy) na koszulce. Pierwszą sekcją klubu była sekcja piłki nożnej. Zespół przystąpił do rozgrywek klasy C podokręgu Będzin. Mecze rozgrywano na boisku w lesie koziegłowskim, pozostałym po niemieckich koszarach wojskowych. Po zabraniu boiska przez nadleśnictwo, Świerk swoje mecze rozgrywał na boisku Jedności znajdującym się na zapleczu huty i zakładów wełnianych. Już w 1947 roku zaczęto budować własny obiekt, który funkcjonuje do dziś.

### Założyciele Klubu
Założycielami klubu byli:
| Steinhagen Aleksander Lipowski Czesław Flak Aleksander Merta Jan Garas Tadeusz Madej Henryk Męcik Kazimierz Woś Jan Iwanow Mikolaj Dząszcz Kazimierz Książak Henryk Madej Józef Dulik Marian Stankowski Eugeniusz Wypychowski Tadeusz Szczurek Zdzisław Wypychowski Tadeusz |

### Pierwsi zawodnicy
Pierwszymi zawodnikami, którzy bronili barw Świerka byli:
| Zawodnicy grający w Świerku: K. Adamski T. Adamski Z. Flak T. Garas J. Gawlikowski G. Janas K. Kciuk L. Lipecki J. Michalski H. Moleta J. Madej K. Męcik Z. Miśta Z. Skalski A. Strzelecki A. Staśko W. Tokarski |

### Zmiana nazwy na Unia
W 1949 roku Świerk będący pod patronatem zakładów papierniczych zmienił nazwę na Unia, jako że zakład należał do resortu chemicznego, a związek chemików zrzeszał kluby federacji "UNIA".
W latach 50. klub rozrastał się, czego efektem było powstanie nowych sekcji: motorowej, lekkoatletycznej, strzeleckiej i wędkarskiej. Przewodniczącym Rady Koła Unia w tamtym okresie był Marian Słabosz. W tym też okresie szybko postępowały prace przy budowie stadionu. 4 grudnia 1957 roku nastąpiło przemianowanie Koła Sportowego "UNIA" na Klub Sportowy "UNIA".

### Połączenie wszystkich klubów z Myszkowa
Pod koniec lat 50. nastąpił w klubie kryzys, a brak wsparcia finansowego doprowadził do likwidacji wszystkich sekcji sportowych poza piłkarską. W Myszkowie w tym czasie działały: Unia, Jedność i KS Światowit, które w lipcu 1962 roku połączyły się w jeden klub, który nazywano Międzyzakładowy Klub Sportowy Myszków. Nie był to najlepszy okres w historii klubu. Brak wspólnych celów, odejście wielu działaczy, zmieniający się prezesi (Piętka, Konieczniak, Wyrwał, Suwalski) i kłopoty finansowe doprowadziły do kryzysu. Mimo problemów, w tym czasie MZKS (Międzyzakładowy Klub Sportowy) prowadził sekcje piłki nożnej klasy 'A', szachów klasy 'A', tenisa stołowego oraz siatkówki.

### Likwidacja klubu
Pogłębiający się kryzys i brak perspektyw rozwojowych spowodował, że 27 grudnia 1972 roku MZKS (Międzyzakładowy Klub Sportowy) został rozwiązany. Jednak już 6 stycznia 1973 roku na spotkaniu w MZP zawodników, sympatyków i kibiców, powołano przy zakładach papierniczych klub sportowy o nazwie KS Papiernik. Prezesem nowo powstałego klubu wybrano dyrektora zakładu W. Suchalskiego. Godłem klubu została tarcza w kolorze biało-niebieskim z napisem KS Papiernik. Pierwszą sekcją klubu była przyjęta od LZS sekcja kolarska, która w owym czasie była pod opieką trenera Edwarda Pelki i odnosiła szereg sukcesów. Następnie powstały sekcje piłki nożnej i lekkiej atletyki.

### Coraz lepsze wyniki
Przełom w działalności klubu przypadł na lata 1989-90. Prezesem klubu został Krzysztof Burzański, dyrektor MZP. Był on kolejno w klubie piłkarskim: trenerem, działaczem, potrafił wokół klubu skupić ludzi, zawodników, stwarzając odpowiednią atmosferę wokół piłki. Wyniki drużyny piłkarskiej były coraz lepsze, co skutkowało kolejnymi awansami. Grając w lidze wojewódzkiej, po walce m.in. z Olimpią Budex Huta Stara, zajmują pierwsze miejsce, wyprzedzając na finiszu swoich rywali o 1 punkt. Umożliwiło to awans do ligi międzywojewódzkiej, w której grali tylko jeden sezon. Wiosną 1993 roku, razem z Vartą Start Namysłów, drużyna z Myszkowa zameldowała się w III lidze śląskiej. Awans ten to nie tylko zasługa piłkarzy, trenera, działaczy. Do tego sportowego sukcesu w ogromnym stopniu przyczynił się sponsor zespołu, Krzysztof Czyż, właściciel fabryki obuwia "Krisbut", który objął patronat nad drużyną piłkarską. Pierwszy mecz w III lidze, pod wodzą trenera Zbigniewa Mygi, rozegrano 7 sierpnia 1993 roku, z głównym faworytem do awansu Concordią Knurów. Spotkanie to zakończyło się zwycięstwem myszkowian 2:0, a strzelcami historycznych bramek byli Churas i Mizgała. Od trzeciej kolejki Papiernik zajmował pozycję lidera, której nie oddał już do końca rozgrywek uzyskując historyczny awans do ówczesnej II ligi.

### II liga i ponowna zmiana nazwy
Drugoligowy debiut przed własną publicznością miał miejsce z Lechią Dzierżoniów. Ponad 3 tysiące widzów oklaskiwało pierwszą bramkę zdobytą przez Grzegorza Szulca i pierwszy zdobyty punkt w zremisowanym 1:1 spotkaniu. Po kilku nieudanych spotkaniach w II lidze nastąpiła zmiana trenera. Papiernik zatrudnił znanego szkoleniowca, Pawła Kowalskiego. Pierwszy sezon zakończony został na siódmej lokacie, natomiast następny rok był lepszy – drużyna z Myszkowa zakończyła zmagania na czwartym miejscu.
Po zakończeniu sezonu 1994/95, na walnym zebraniu klubu 30 czerwca 1995 roku, podjęto uchwałę o zmianie nazwy poprzez dodanie członu "KRISBUT", przez co pełna nazwa zespołu brzmiała KS Krisbut/Papiernik Myszków.

### Rok jubileuszowy i dwukrotna fuzja
Jubileuszowy rok 1997 był czasem ogromnej sportowej szansy. Po rundzie jesiennej klub z Myszkowa plasował się na czwartym miejscu i tylko 3 punkty dzieliły go od I ligi, jednak drużynie nie udało się awansować do najwyższej ligi.
Rok 1998, po fuzji z Zielonymi Żarki, powstał (M-ŻKS) Myszkowsko-Żarecki Klub Sportowy.
Rok 1999, po fuzji z Wartą Myszków, powstał KS Myszków.

### Kryzys MKS-u
Następne lata to kryzys myszkowskiej piłki. W sezonie 2001/2002 nastąpił spadek do III ligi. Przed rozpoczęciem rundy wiosennej KS Myszków zmienił nazwę na Miejski KS Myszków. W sezonie 2002/2003 klub zaliczył drugi z rzędu spadek, tym razem do IV ligi, w której występował do sezonu 2009/2010, w którym to zespołowi udało się awansować do III ligi. Pobyt na IV szczeblu był jednak krótki, co było spowodowane wycofaniem MKS-u po sezonie i spadkiem do klasy okręgowej.

## Historyczne nazwy
- (17 stycznia 1947) Związkowo-Papierniczy Klub Sportowy ,,Świerk"
- (luty 1947) Związkowy Klub Sportowy Świerk
- (15 sierpnia 1949) Związkowy Klub Sportowy Unia
- (wrzesień 1949) połączenie z Myszkowskim Klubem Motorowym
- (1950) połączenie z Kołem Sportowym Włókniarz
- (1956) Klub Sportowy Unia
- (1962) (MZKS) Międzyzakładowy Klub Sportowy Myszków (powstaje z fuzji Unii, Jedności i KS)
- (grudzień 1972) rozwiązanie MZKS-u[1]
- (6 stycznia 1973) powstaje Papiernik
- (30 czerwca 1995) KS Krisbut Papiernik
- (luty 1998) po fuzji z Zielonymi Żarki powstaje (M-ŻKS) Myszkowsko-Żarecki Klub Sportowy
- (1999) po fuzji z Wartą Myszków powstaje KS Myszków
- (luty 2003) Myszkowski KS Myszków

## MKS w polskich rozrywkach ligowych
Podsumowanie występów MKS w polskich rozgrywkach ligowych:
| Liga/grupa                            | Sezon/runda | Miejsce                    | Nazwa                        | Mecze | Z/ za 3 | R  | P/ za 3 | Punkty | Bramki |
| ------------------------------------- | ----------- | -------------------------- | ---------------------------- | ----- | ------- | -- | ------- | ------ | ------ |
| Klasa C gr. Katowice                  | 1947        | ?                          | Świerk Myszków               | ?     | ?       | ?  | ?       | ?      | ?      |
| Klasa C gr. Katowice                  | 1948        | ?                          | Świerk Myszków               | ?     | ?       | ?  | ?       | ?      | ?      |
| Klasa C gr. Katowice                  | 1949        | 2↑                         | KS UNIA Myszków              | ?     | ?       | ?  | ?       | ?      | ?      |
| Klasa B gr. Katowice                  | 1950        | ?                          | KS UNIA Myszków              | ?     | ?       | ?  | ?       | ?      | ?      |
| Klasa B gr. Katowice                  | 1951        | 1↑                         | KS UNIA Myszków              | ?     | ?       | ?  | ?       | ?      | ?      |
| Klasa A gr. Katowice                  | 1952        | ?                          | KS UNIA Myszków              | ?     | ?       | ?  | ?       | ?      | ?      |
| ?                                     | 1953        | ?                          | KS UNIA Myszków              | ?     | ?       | ?  | ?       | ?      | ?      |
| Klasa A gr. Katowice                  | 1954        | ?                          | KS UNIA Myszków              | ?     | ?       | ?  | ?       | ?      | ?      |
| Klasa A gr. Katowice                  | 1955        | ?                          | KS UNIA Myszków              | ?     | ?       | ?  | ?       | ?      | ?      |
| Klasa A gr. Katowice                  | 1956        | 9                          | KS UNIA Myszków              | ?     | ?       | ?  | ?       | ?      | ?      |
| Klasa A gr. Katowice                  | 1957        | 3                          | KS UNIA Myszków              | ?     | ?       | ?  | ?       | ?      | ?      |
| Klasa A gr. Katowice                  | 1958        | 9↓                         | KS UNIA Myszków              | ?     | ?       | ?  | ?       | ?      | ?      |
| Klasa B gr. Katowice                  | 1959        | ?                          | KS UNIA Myszków              | ?     | ?       | ?  | ?       | ?      | ?      |
| ?                                     | 1960        | ?                          | KS UNIA Myszków              | ?     | ?       | ?  | ?       | ?      | ?      |
| ?                                     | 1961        | ?                          | KS UNIA Myszków              | ?     | ?       | ?  | ?       | ?      | ?      |
| ?                                     | 1962        | ?                          | KS UNIA Myszków              | ?     | ?       | ?  | ?       | ?      | ?      |
| Klasa A gr. Katowice                  | 1962/63     | ?                          | MZKS Myszków                 | ?     | ?       | ?  | ?       | ?      | ?      |
| Klasa A gr. Katowice                  | 1963/64     | ?                          | MZKS Myszków                 | ?     | ?       | ?  | ?       | ?      | ?      |
| Klasa A gr. Katowice                  | 1964/65     | ?                          | MZKS Myszków                 | ?     | ?       | ?  | ?       | ?      | ?      |
| Klasa A gr. Katowice                  | 1965/66     | 9                          | MZKS Myszków                 | ?     | ?       | ?  | ?       | ?      | ?      |
| Klasa A gr. Katowice                  | 1966/67     | 13↓                        | MZKS Myszków                 | ?     | ?       | ?  | ?       | ?      | ?      |
| Klasa B gr. Katowice                  | 1967/68     | 1↑                         | MZKS Myszków                 | ?     | ?       | ?  | ?       | ?      | ?      |
| Klasa A gr. Katowice                  | 1968/69     | 5                          | MZKS Myszków                 | ?     | ?       | ?  | ?       | ?      | ?      |
| ?                                     | 1969/70     | ?                          | MZKS Myszków                 | ?     | ?       | ?  | ?       | ?      | ?      |
| Klasa A gr. Katowice                  | 1970/71     | ?                          | MZKS Myszków                 | ?     | ?       | ?  | ?       | ?      | ?      |
| Klasa A gr. Katowice                  | 1971/72     | ?                          | MZKS Myszków                 | ?     | ?       | ?  | ?       | ?      | ?      |
| Klasa A gr. Katowice                  | 1972/73     | ?                          | MZKS Myszków                 | ?     | ?       | ?  | ?       | ?      | ?      |
| Liga Regionalna Katowice              | 1973/74     | 15↓                        | MZKS Myszków                 | ?     | ?       | ?  | ?       | ?      | ?      |
| Klasa A gr. Katowice                  | 1974/75     | 1↑                         | MZKS Myszków                 | ?     | ?       | ?  | ?       | ?      | ?      |
| Liga Regionalna Katowice              | 1975/76     | 4                          | MZKS Myszków                 | ?     | ?       | ?  | ?       | ?      | ?      |
| Liga Regionalna Katowice              | 1976/77     | 6                          | MZKS Myszków                 | ?     | ?       | ?  | ?       | ?      | ?      |
| Klasa okręgowa gr. Katowice           | 1978/79     | 3                          | MZKS Myszków                 | ?     | ?       | ?  | ?       | ?      | ?      |
| Klasa okręgowa gr. Katowice           | 1978/79     | ?↓                         | MZKS Myszków                 | ?     | ?       | ?  | ?       | ?      | ?      |
| Klasa A gr. Katowice                  | 1979/80     | 1↑                         | Papiernik Myszków            | 17    | ?       | ?  | ?       | 29     | 64/13  |
| Klasa okręgowa gr. Katowice           | 1980/81     | ?                          | Papiernik Myszków            | ?     | ?       | ?  | ?       | ?      | ?      |
| Klasa okręgowa gr. Katowice           | 1981/82     | 6                          | Papiernik Myszków            | ?     | ?       | ?  | ?       | ?      | ?      |
| Klasa okręgowa gr. Katowice           | 1983/84     | 5                          | Papiernik Myszków            | ?     | ?       | ?  | ?       | ?      | ?      |
| Klasa okręgowa gr. Katowice           | 1983/84     | 6                          | Papiernik Myszków            | ?     | ?       | ?  | ?       | ?      | ?      |
| Klasa okręgowa gr. Katowice           | 1984/85     | 4                          | Papiernik Myszków            | ?     | ?       | ?  | ?       | ?      | ?      |
| Klasa okręgowa gr. Katowice           | 1985/86     | 4↑                         | Papiernik Myszków            | 30    | ?       | ?  | ?       | 39     | 62/29  |
| Liga międzyokręgowa (makroregionalna) | 1986/87     | 9                          | Papiernik Myszków            | ?     | ?       | ?  | ?       | ?      | ?      |
| Liga międzyokręgowa (makroregionalna) | 1987/88     | 13↓                        | Papiernik Myszków            | ?     | ?       | ?  | ?       | ?      | ?      |
| Klasa okręgowa gr. Katowice           | 1988/89     | ?                          | Papiernik Myszków            | ?     | ?       | ?  | ?       | ?      | ?      |
| Klasa okręgowa gr. Katowice           | 1989/90     | 2                          | Papiernik Myszków            | 30    | ?       | ?  | ?       | 43     | 71/27  |
| ?                                     | 1990/91     | ?                          | Papiernik Myszków            | ?     | ?       | ?  | ?       | ?      | ?      |
| IV liga polska w piłce nożnej         | 1991/92     | 8                          | Papiernik Myszków            | 30    | ?       | ?  | ?       | 30     | 36/32  |
| IV liga polska w piłce nożnej         | 1992/93     | 2↑                         | Papiernik Myszków            | 26    | ?       | ?  | ?       | 43     | 71/27  |
| III liga polska w piłce nożnej        | 1993/94     | 1↑                         | Papiernik Myszków            | 34    | ?       | ?  | ?       | 52     | 60/19  |
| II liga polska w piłce nożnej         | 1994/95     | 7                          | Papiernik Myszków            | 34    | 13      | 12 | 9       | 38     | 39/27  |
| II liga polska w piłce nożnej         | 1995/96     | 4                          | KS Krisbut Papiernik Myszków | 34    | 14      | 14 | 6       | 56     | 45/31  |
| II liga polska w piłce nożnej         | 1996/97     | 4                          | Krisbut Papiernik Myszków    | 34    | 17      | 7  | 10      | 58     | 33/20  |
| II liga polska w piłce nożnej         | 1997/98     | 4                          | M-ŻKS                        | 34    | 16      | 6  | 10      | 54     | 59/36  |
| II liga polska w piłce nożnej         | 1998/99     | 9                          | M-ŻKS                        | 26    | 11      | 3  | 12      | 36     | 29/38  |
| II liga polska w piłce nożnej         | 1999/00     | 15                         | KS Myszków                   | 46    | 17      | 9  | 20      | 60     | 64/65  |
| II liga polska w piłce nożnej         | 2000/01     | 16                         | KS Myszków                   | 38    | 12      | 9  | 17      | 45     | 45/54  |
| II liga polska w piłce nożnej         | 2001/02     | 20↓                        | KS Myszków                   | 38    | 8       | 9  | 21      | 33     | 35/56  |
| III liga polska w piłce nożnej        | 2002/03     | 14↓                        | KS Myszków                   | 30    | 6       | 7  | 17      | 25     | 27/56  |
| IV liga, gr. śląska I                 | 2003/04     | 4                          | MKS Myszków                  | 30    | 14      | 7  | 9       | 49     | 36/31  |
| IV liga, gr. śląska I                 | 2004/05     | 9                          | MKS Myszków                  | 30    | 12      | 7  | 11      | 43     | 47/33  |
| IV liga, gr. śląska I                 | 2005/06     | 9                          | MKS Myszków                  | 32    | 13      | 6  | 13      | 45     | 45/36  |
| IV liga, gr. śląska I                 | 2006/07     | 9                          | MKS Myszków                  | 30    | 13      | 6  | 11      | 45     | 51/36  |
| IV liga, gr. śląska I                 | 2007/08     | 11                         | MKS Myszków                  | 30    | 8       | 6  | 16      | 30     | 32/54  |
| IV liga, gr. śląska I                 | 2008/09     | 13                         | MKS Myszków                  | 32    | 9       | 8  | 15      | 35     | 26/49  |
| IV liga, gr. śląska I                 | 2009/10     | 1↑                         | MKS Myszków                  | 30    | 22      | 6  | 2       | 72     | 79/26  |
| III liga, gr. IV                      | 2010/11     | 10↓(wycofanie z rozgrywek) | MKS Myszków                  | 30    | 11      | 7  | 12      | 34     | 47/42  |
| Klasa okręgowa gr. Częstochowa        | 2011/12     | 14↓                        | MKS Myszków                  | 32    | 10      | 4  | 17      | 34     | 58/84  |
| Klasa A gr. Częstochowa II            | 2012/13     | 1↑                         | MKS Myszków                  | 28    | 23      | 3  | 2       | 72     | 92/16  |
| Klasa okręgowa gr. Częstochowa        | 2013/14     | 4                          | MKS Myszków                  | 30    | 14      | 10 | 6       | 52     | 52/33  |
| Klasa okręgowa gr. Częstochowa I      | 2014/15     | 1↑                         | MKS Myszków                  | 22    | 19      | 2  | 1       | 59     | 67/10  |
| IV liga, gr. śląska I                 | 2015/16     | 5                          | MKS Myszków                  | 30    | 17      | 5  | 8       | 56     | 53/41  |
| IV liga, gr. śląska I                 | 2016/17     | 13                         | MKS Myszków                  | 34    | 12      | 7  | 15      | 43     | 46/54  |
| IV liga, gr. śląska I                 | 2017/18     | 7                          | MKS Myszków                  | 30    | 15      | 3  | 12      | 48     | 56/42  |
| IV liga, gr. śląska I                 | 2018/19     | 14↓                        | MKS Myszków                  | 30    | 6       | 8  | 16      | 26     | 22/43  |
| Klasa okręgowa, gr. śląska II         | 2019/20     | 1↑                         | MKS Myszków                  | 15    | 12      | 3  | 0       | 39     | 56/10  |
| IV liga, gr. śląska I                 | 2020/21     | 6                          | MKS Myszków                  | 32    | 13      | 7  | 12      | 46     | 44/45  |
| IV liga, gr. śląska I                 | 2021/22     | 4                          | MKS Myszków                  | 30    | 15      | 5  | 10      | 50     | 56/46  |
| IV liga, gr. śląska I                 | 2022/23     | 7                          | MKS Myszków                  | 30    | 14      | 7  | 9       | 49     | 60/45  |
| IV liga, gr. śląska I                 | 2023/24     | 10↓                        | MKS Myszków                  | 30    | 12      | 3  | 15      | 39     | 69/61  |
| Klasa A, gr. Częstochowa II           | 2024/25     | 2                          | MKS Myszków                  | 20    | 12      | 4  | 4       | 40     | 51-26  |

## Sztab szkoleniowy
| Funkcja           | Imię i Nazwisko                        |
| ----------------- | -------------------------------------- |
| Trener            | Marcin Domagała                        |
| Kierownik zespołu | Bogusław Gęsikowski Bronisław Szymczak |
| Kierownik klubu   | Przemysław Mazanek                     |

## Zawodnicy

### Skład
Stan na 11 marca 2017
| Nr | Poz. | Piłkarz            |
| -- | ---- | ------------------ |
| 1  | BR   | Konrad Kiepura     |
| 3  | NA   | Tomasz Zdanowski   |
| 4  | OB   | Marcin Maternik    |
| 5  | PO   | Bartosz Braksator  |
| 7  | PO   | Piotr Nowakowski   |
| 14 | PO   | Kamil Korbel       |
| 15 | NA   | Błażej Wrona       |
| 17 | OB   | Piotr Andrzejewski |
| 21 | BR   | Michał Bruś        |

| Nr | Poz. | Piłkarz               |
| -- | ---- | --------------------- |
| 9  | OB   | Maksymilian Dikof     |
|    | OB   | Łukasz Gad            |
|    | PO   | Michał Mizgała        |
|    | PO   | Sebastian Stankiewicz |
|    | NA   | Tomasz Robak          |
|    | NA   | Dominik Smoczyński    |
|    | PO   | Damian Kotas          |
|    | PO   | Tomasz Czogała        |

## Zespół kobiet
W 2016 powstał zespół piłki nożnej kobiet, obecnie występujący w rozgrywkach II ligi.

### Sztab szkoleniowy
| Funkcja            | Imię i Nazwisko |
| ------------------ | --------------- |
| Trener             | Tomasz Dusza    |
| Drugi Trener       | Dariusz Wróbel  |
| Asystent Trenera   | Wiktor Gwardyś  |
| Trenerka Bramkarek | Anna Szymańska  |

### Obecny Skład
Sezon 2024/25
| Nr | Poz. | Piłkarz               |
| -- | ---- | --------------------- |
|    | BR   | Faustyna Korzekwa     |
|    | BR   | Anna Szymańska        |
|    | OB   | Karolina Woźniakowska |
|    | OB   | Daria Polańska        |
|    | OB   | Milena Ziębińska      |
|    | OB   | Maja Ozieriańska      |
|    | PO   | Klaudia Heblik        |
|    | PO   | Paulina Kowalska      |
|    | PO   | Dominika Rosak        |
|    | PO   | Klaudia Nowak         |

| Nr | Poz. | Piłkarz           |
| -- | ---- | ----------------- |
|    | PO   | Paulina Idzik     |
|    | PO   | Emilia Domagała   |
|    | PO   | Emilia Sułkowska  |
|    | PO   | Natalia Majchrzak |
|    | PO   | Zuzanna Sikora    |
|    | PO   | Zuzanna Kubicel   |
|    | PO   | Oliwia Frontczak  |
|    | PO   | Natalia Liczko    |
|    | NA   | Wiktoria Aumiller |
|    | NA   | Jesica Godowska   |
|    | NA   | Magdalena Lisik   |
|    | NA   | Weronika Walęciak |
|    | NA   | Karolina Węglarz  |
|    | NA   | Justyna Matusiak  |